# Maria Helena Mira Mateus
Maria Helena Farmhouse da Graça Mira Mateus (Carcavelos, 18 de agosto de 1931 - 30 de março de 2020) foi uma linguista portuguesa conhecida principalmente por seus trabalhos sobre a fonologia e a prosódia da língua portuguesa.

## Biografia
Foi uma das principais responsáveis por trazer a perspectiva da fonologia gerativa aos estudos do português, especialmente a partir da obra Aspetos da Fonologia Portuguesa. Por mais de três décadas, lecionou na Faculdade de Letras da Universidade de Lisboa, da qual era Professora Catedrática Jubilada de Linguística. A sua obra Gramática da língua portuguesa, escrita com Ana Maria Brito, Inês Silva Duarte e Isabel Hub Faria, é considerada um marco nas gramáticas descritivas do português, tendo recebido elogios de nomes como Paul Teyssier e Eduardo Prado Coelho.
Foi, de 1978 a 1980, presidente da Associação de Professores de Português; de 1984 a 1986 e de 2000 a 2004, presidente da Associação Portuguesa de Linguística; de 1986 a 1989, vice-reitora da Universidade de Lisboa e, de 1987 a 2000, diretora da Revista Internacional de Língua Portuguesa.

## Reconhecimento
Em 2002, foi agraciada com o Grau de Grande-Oficial da Ordem de Sant’Iago da Espada.